# Lauris
Lauris é uma comuna francesa na região administrativa da Provença-Alpes-Costa Azul, no departamento de Vaucluse. Estende-se por uma área de 21.81 km². Em 2010 a comuna tinha 3 936 habitantes (densidade: 180,5 hab./km²).